# Hydrochus callosus
Hydrochus callosus är en skalbaggsart som beskrevs av Leconte 1855. Hydrochus callosus ingår i släktet Hydrochus och familjen gyttjebaggar. Inga underarter finns listade i Catalogue of Life.